# Renodes curvicosta
Renodes curvicosta là một loài bướm đêm trong họ Erebidae.